# La Unión de Isidoro Montes de Oca
La Unión de Isidoro Montes de Oca é uma localidade do estado de Guerrero, no México.